# Luca Petrasso
Luca Petrasso (Toronto, 2000. június 16. –) kanadai korosztályos válogatott labdarúgó, az amerikai Orlando City hátvédje.

## Pályafutása

### Klubcsapatokban
Petrasso a kanadai Toronto városában született. Az ifjúsági pályafutását a helyi Kleinburg-Nobleton csapatában kezdte, majd a Toronto akadémiájánál folytatta.
2018-ban mutatkozott be a Toronto tartalék, majd 2022-ben az első osztályban szereplő felnőtt keretében. 2022. március 5-én, a New York Red Bulls ellen 4–1-re elvesztett bajnokin debütált. 2022. november 9-én egyéves szerződést kötött az amerikai Orlando City együttesével.

### A válogatottban
Petrasso három mérkőzés erejéig tagja volt a kanadai U17-es válogatottban.

## Statisztikák
2022. október 9. szerint
| Klub     | Szezon   | Osztály  | Bajnokság | Bajnokság | Kupa  | Kupa | Nemzetközi | Nemzetközi | Összesen | Összesen |
| Klub     | Szezon   | Osztály  | Meccs     | Gól       | Meccs | Gól  | Meccs      | Gól        | Meccs    | Gól      |
| -------- | -------- | -------- | --------- | --------- | ----- | ---- | ---------- | ---------- | -------- | -------- |
| Toronto  | 2022     | MLS      | 23        | 0         | 4     | 0    | —          | —          | 27       | 0        |
| Összesen | Összesen | Összesen | 23        | 0         | 4     | 0    | 0          | 0          | 27       | 0        |

## Sikerei, díjai
Toronto
- Kanadai Kupa
  - Döntős (1): 2022

## Fordítás
Ez a szócikk részben vagy egészben  a   Luca Petrasso című angol Wikipédia-szócikk fordításán alapul.  Az eredeti cikk szerkesztőit annak laptörténete sorolja fel. Ez a jelzés csupán a megfogalmazás eredetét és a szerzői jogokat jelzi, nem szolgál a cikkben szereplő információk forrásmegjelöléseként.